# 荒島インターチェンジ
荒島インターチェンジ（あらしまインターチェンジ）は、福井県大野市にある中部縦貫自動車道（大野油坂道路）のインターチェンジである。

## 道路
- E67 中部縦貫自動車道（大野油坂道路）[1]

## 接続する道路
- 国道158号[5]

## 歴史
- 2022年（令和4年）9月28日 :  IC名称が「大野東IC（仮称）」から「荒島IC」に正式決定[6]。
- 2023年（令和5年）3月19日 : 勝原IC - 大野IC間開通に伴い供用開始[7]。

## 周辺
- 道の駅越前おおの荒島の郷[1]
- 下唯野駅（JR越美北線）
- 荒島岳中出登山口
- 大野市立蕨生小学校
  - 2012年3月に閉校し[8]、同年に大野市立富田小学校に統合された[9]。荒島岳や経ヶ岳を眺められること[10]、隣に道の駅越前おおの荒島の郷があり利用しやすいことから[11]、同校の校庭の2/3を利用し、地上3階建て、約80室のホテルが建てられる予定である[10]。

## 隣
E67 中部縦貫自動車道（大野油坂道路）
勝原IC - 荒島IC - 大野IC